# 5136 Baggaley
5136 Baggaley è un asteroide della fascia principale. Scoperto nel 1990, presenta un'orbita caratterizzata da un semiasse maggiore pari a 3,0202551 UA e da un'eccentricità di 0,1146679, inclinata di 11,16904° rispetto all'eclittica.